# Tovarnjak (Žut)
Koordinati:   43°52′42″N, 15°20′04″E
Tovarnjak je majhen nenaseljen otoček v Jadranskem morju, ki pripada Hrvaški.
Tovarnjak leži okoli 0,5 km severseverovzhodno od rta Maslinovica na otoku Žutu. Njegova površina meri 0,076 km². Dolžina obalnega pasu je 1,32 km. Najvišji vrh otočka je visok 29 mnm.